# Acicula palaestinensis
Acicula palaestinensis је пуж из реда Architaenioglossa и фамилије Aciculidae. 

## Угроженост
Ова врста се сматра рањивом у погледу угрожености врсте од изумирања.

## Распрострањење
Ареал врсте је ограничен на једну државу, Израел.